# إشبينة العروس

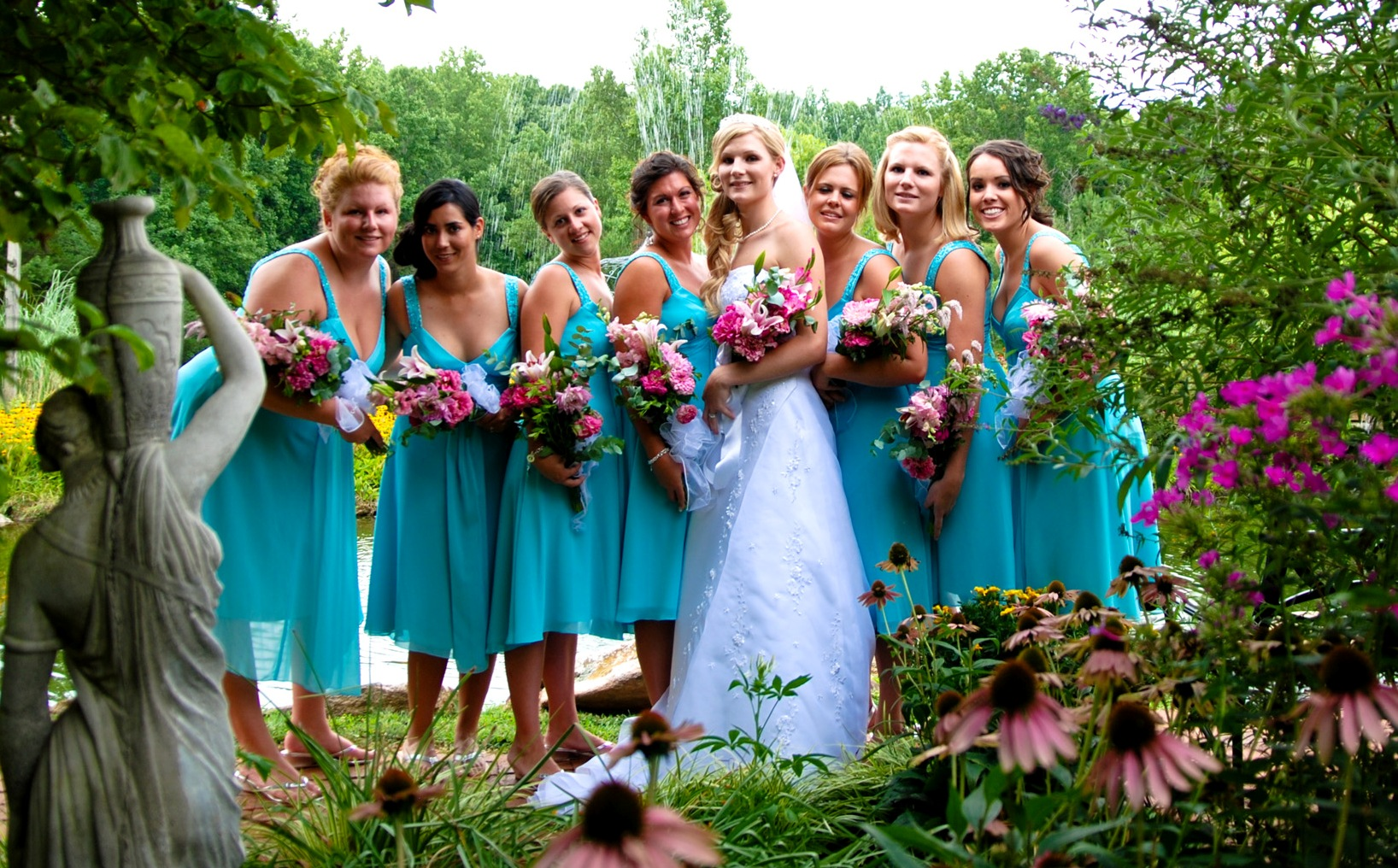
إشبينة العروس مع العروس وكما يظهر في الصورة يلبسن زي موحد.

إشبينة العروس هي إحدى صديقات العروس المقربات أو أختها، وعادة ما تكون صغيرة السن، ويتم اختيارها من بين فتيات غير متزوجات وفي سن الزواج. ودورهن ينحصر في مساعدة العروس في تحضيرات الزفاف ويوم العرس.